# ライオン・エア

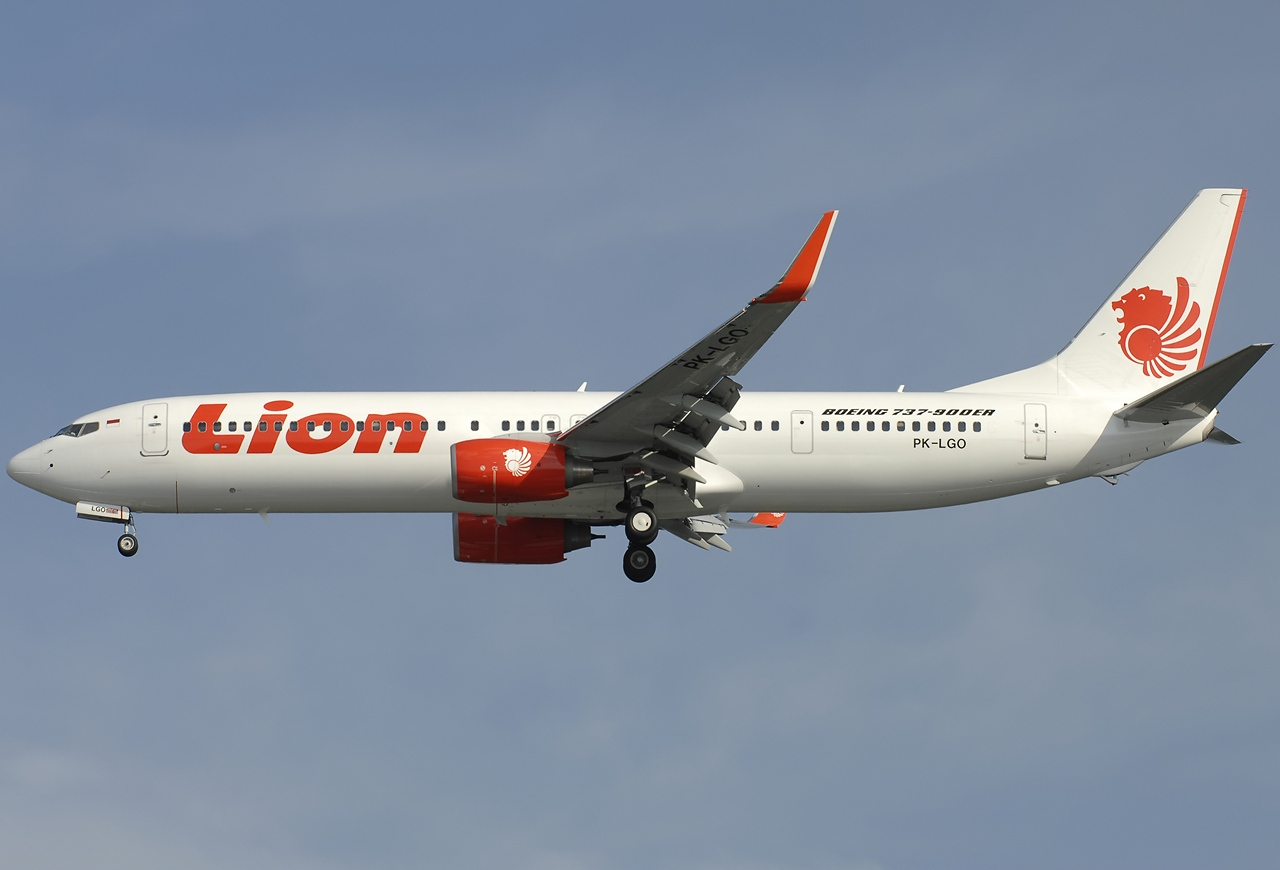
ボーイング 737-900ER

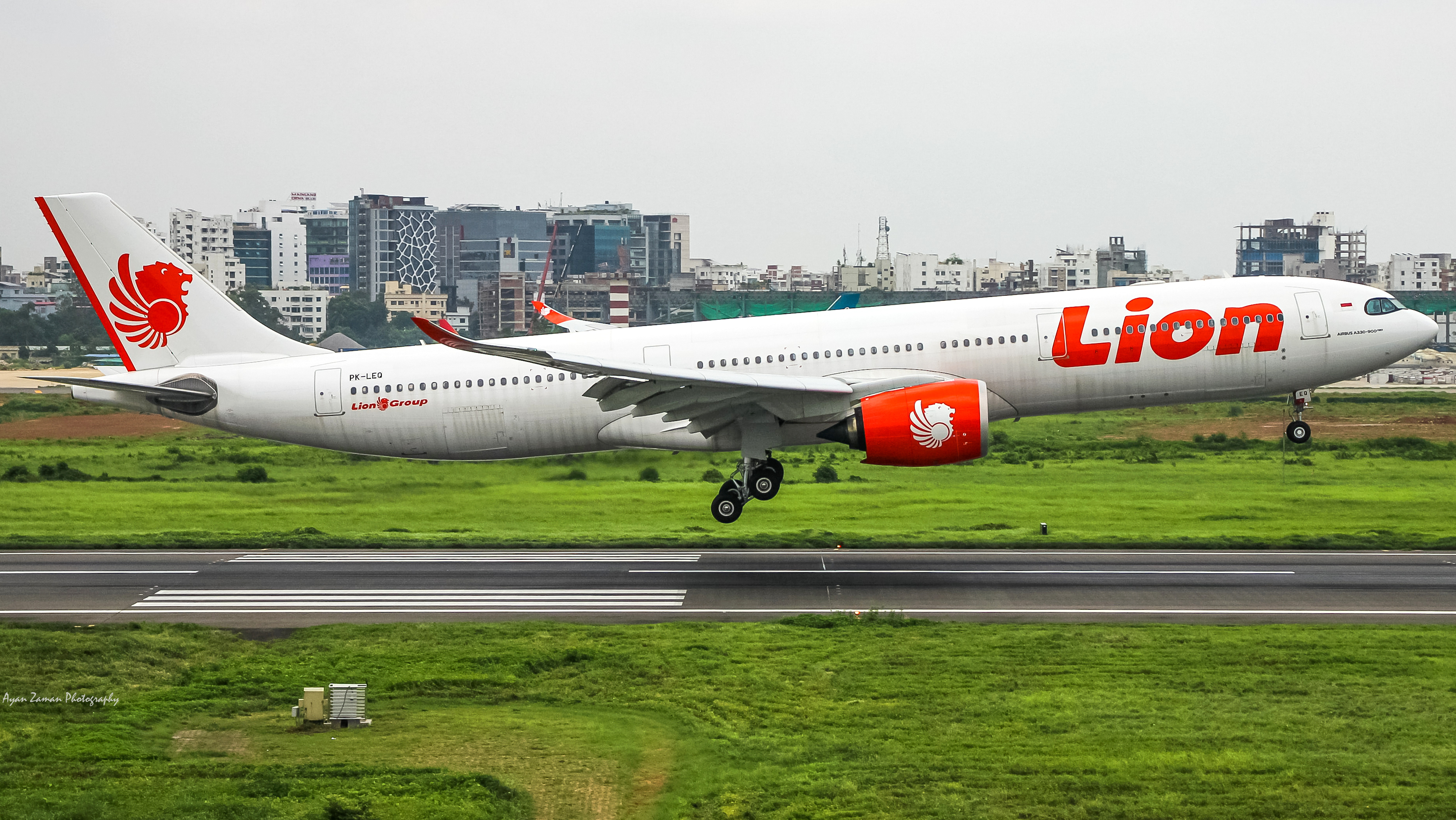
エアバス A330-900

ライオン・エア（Lion Air）は、インドネシアのジャカルタを本拠地とする格安航空会社である。同社は、近年成長が著しいインドネシアの航空市場に支えられ急成長を遂げ、国内線のシェアはトップである。

## 概要
インドネシア国内線は約40都市に就航させている。このほか、クアラルンプール、ペナン、中国、サウジアラビアにも国際線を就航させている。
2003年には、島々の小規模な空港を結ぶリージョナル航空会社として、ウイングス・エアを設立した。
2007年7月6日から他の全てのインドネシアの航空会社とともに「安全性に問題がある」として欧州委員会によりEU域内への乗り入れ禁止の措置が決定したが、2017年1月に解除された。
2013年にマレーシアに出資したマリンド・エアを設立し、同社は3月22日に就航し、ライオン･エアからボーイング737-900ERをリース導入し運航している。また、同年中にインドネシアにフルサービスする子会社バティック・エアを設立、運航を開始しており、2012年に同社用にボーイング787-8型機を5機発注中で計画では10機まで運用し、同型機を使用して国際線を運航する計画であったが、2014年1月になってボーイング787の発注は取消され、同機を使用した長距離国際線就航計画を見直している模様。
また、2013年にタイに「タイ・ライオン・エア」を設立、同年12月にバンコクのドンムアン空港を拠点に就航した。
2014年1月8日、航空会社を評価するサイトにおいて、全世界の航空会社を比較調査した結果、安全性においてメルパチ・ヌサンタラ航空と同じ2つ星の低い評価を受け、448会社中ワースト10にランキングされた。

## 運行機材
ライオン・エアが運行している機材は以下の航空機で構成される：
| 機種                | 座席数 | 機材数 | 備考                 |
| ------------------- | ------ | ------ | -------------------- |
| ボーイング737-800   | 189席  | 21機   |                      |
| ボーイング737-900ER | 215席  | 47機   | ローンチ・カスタマー |
| ボーイング737-9     | 215席  | 2機    |                      |
| エアバスA330-300    | 440席  | 4機    | ハッジ渡航者用       |
| エアバスA330-900    | 436席  | 4機    | ハッジ渡航者用       |

2023年7月現在

### ライオンエア・グループの機材
ライオン・エアグループはボーイング737-900ER型機の製造開始初号機(PK-LFG)から200機を超える大型発注をしていて、ボーイング社における同型機の大口顧客となっている。同型機は2011年4月21日に43機目を受領した-900ER(機体番号:PK-LHQ)以降はスカイインテリアを採用。-900ER型機の初期生産されたPK-LFF、LFGの2機は胴体塗装がボーイング社がテスト飛行などで使用したボーイング社のデモンストレーション塗装のまま運用されている。
ライオン・エアグループに対するボーイング737NGシリーズの引き渡し50機目(PK-LHY)、60機目(PK-LJO)、70機目(PK-LJZ)、80機目(PK-LKP)、90機目(PK-LKV)、100機目(PK-LOF)も（80機目と90機目は-800型、以外は-900ER型）それぞれは尾翼や胴体などにボーイング社によってメモリアル塗装などを塗装された特別塗装機となっている。
また同社が発注したボーイング社製旅客機の顧客番号(カスタマーコード)はGPで、737-9GPERなどと表記される。
ライオンエア・グループ発注中の機材：
- ボーイング737-900ER型機 178機
- ボーイング737MAX 201機[11]
- A320 60機
- A320neo 109機
- A321neo 65機[12]

## 就航先
2020年以降、新型コロナウイルス感染症の影響により、多くの定期便が運休、減便、経路変更となっている。
| 地域       | 国             | 就航地 |
| ---------- | -------------- | --- |
| 東南アジア | インドネシア   | ジャカルタ/CGK、アンボン島、バリクパパン、バンダールランプン、バンダ・アチェ、バンジャルマシン、バタム島、ブンクル、バリ島、ビアク島、ゴロンタロ、ジャンビ、ジャヤプラ、カイ諸島、ケンダリ、クパン、コモド、マカッサル、ロンボク島、マカッサル、マナド、マノクワリ、メダン、メラウケ、パダン、パレンバン、パル、パンカルピナン、プカンバル、ポンティアナック、サマリンダ、ソロン、スラバヤ、スラカルタ、タラカン、タンジュンパンダン、テルナテ、ティミカ、ジョグジャカルタ |
| 東南アジア | マレーシア     | クアラルンプール、ペナン島 |
| 東アジア   | 中国           | 杭州、福州、広州、深圳、三亜、西安 |
| 中東       | サウジアラビア | ジッダ |

2023年7月現在

## 事故、インシデント
ボーイング737-900ERやボーイング737MAXなどの最新機材を導入しているが、数多くのインシデントが発生している。
- 2004年11月30日 - ソロで583便（MD-82）が暴風雨の中着陸に失敗してオーバーラン、乗員乗客163人中乗員1人乗客24人死亡。

- 2009年2月23日 - リアウ諸島州バタム島で車輪が出ず、胴体着陸したが負傷者なし。
- 2013年8月6日 - 892便（ボーイング737-800、PK-LKH）がゴロンタロの空港に着陸した際、滑走路から外れて、牛をはねた。負傷者はなし。
- 2013年4月13日 - インドネシアのバンドンからデンパサールに向かっていた904便（B737-800（登録番号:PK-LKS/製造番号:38728/ラインナンバー:4350））がデンパサール国際空港の滑走路09手前の海に着水し大破。乗員7名・乗客101名の計108名のうち46名が負傷した[14]。当該機は同年2月に初飛行し、受領したばかりの新造機であった。
- 2013年9月30日 - 775便（ボーイング737-900ER PK-LFM)がマナドの空港において駐機中、補助動力装置の故障により空調が動作せず機内が高温となり、乗客が非常口を開けてしまうトラブルが起きた。
- 2018年10月29日 - スカルノ・ハッタ国際空港発デパティ・アミール空港行きの610便（ボーイング737 MAX 8）が、離陸12分後に海へ墜落した。乗客乗員189人が搭乗していたが全員が死亡した[15]。ボーイング社による設計ミスが原因である。ライオン・エアとしては初めて乗員乗客全員死亡という大惨事となり、また同時に737の事故としては最も多くの死者を出した事故になった。

- 2019年2月16日 - スカルノ・ハッタ国際空港発スパディオ空港行きの714便（ボーイング737-800/PK-LPS）が、スパディオ空港への着陸時にオーバーランした。事故当時、非常に強い雨が降っていたと報告されている[16]。

## 関連項目

ライオン・エアのボーイング
737とウィングス・エアのATR 72